# Tloaneng
Tloaneng is een dorp in het district Kweneng in Botswana. De plaats telt 868 inwoners (2011).